# فرانسیس فریت

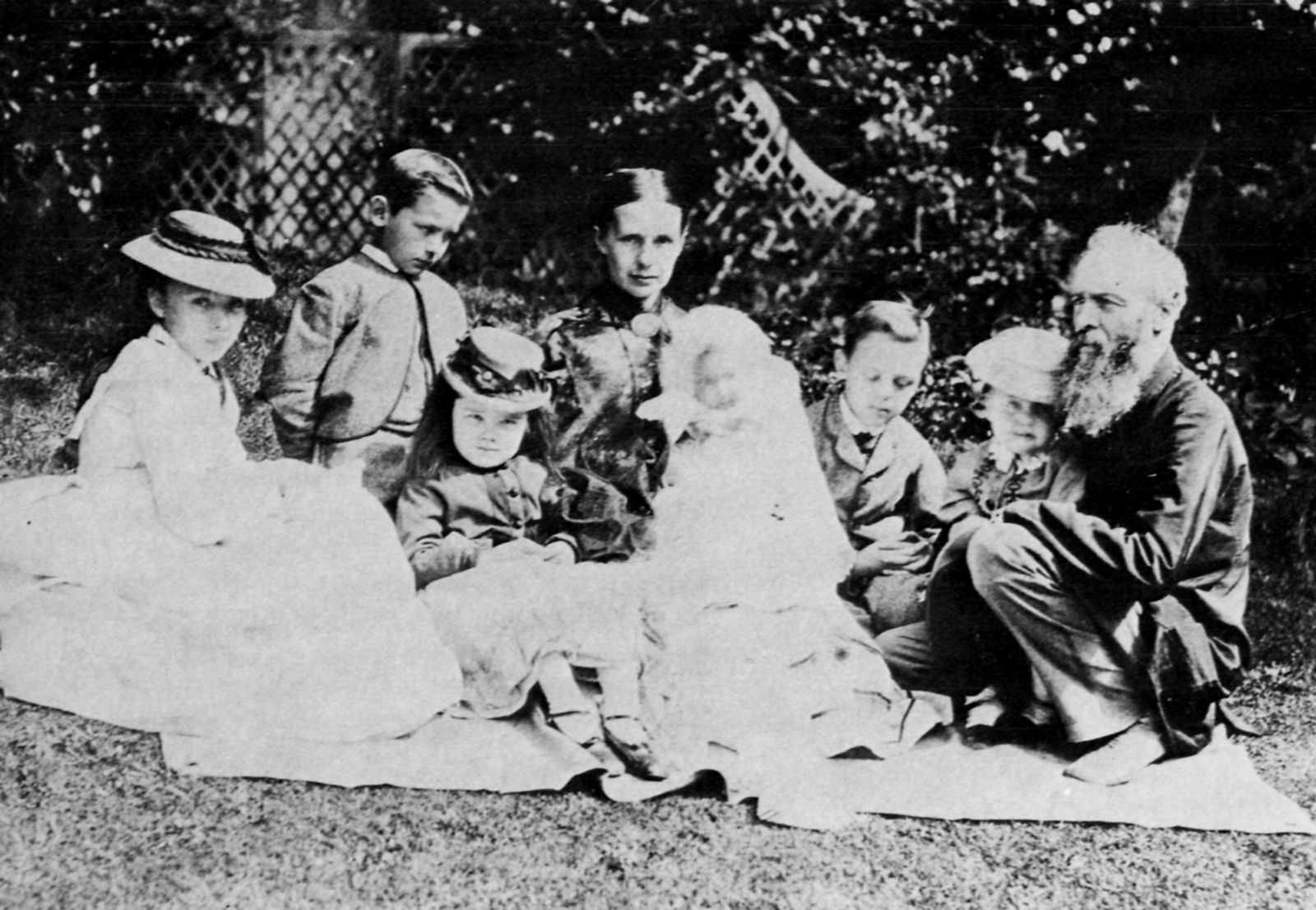
فرانسیس فریت با خانواده (پس از ۱۸۵۰)

فرانسیس فریت (به انگلیسی: Francis Frith) عکاس اهل انگلیس بود.

## زندگی

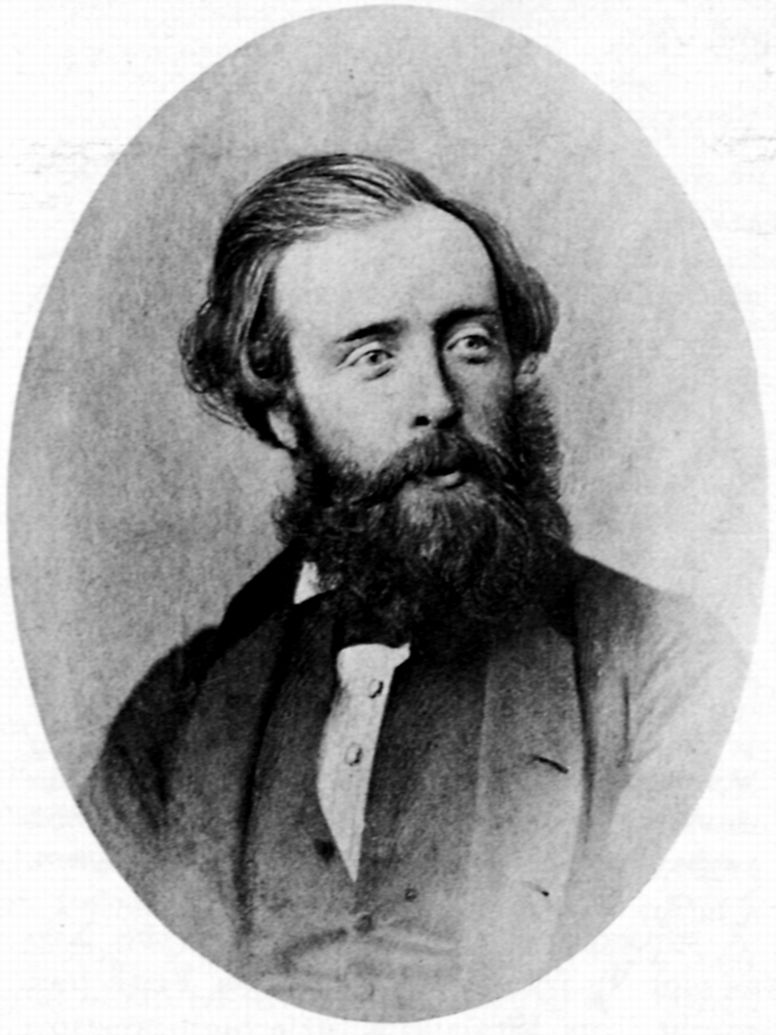
فرانسیس فریت (پس از ۱۸۵۰)

فرانسیس فریت در ابتدای سال‌های ۱۸۵۰ به عرصه عکاسی پا گذاشت و به احتمال بسیار زیاد در کنار اداره چاپخانه‌ای که مدیریت آن را تا ۱۸۵۶ بر عهده داشت، به عنوان فعالیتی فرعی بدین هنر پرداخت. اندک زمانی بعد، به دنبال سفرهایی که بین ۱۸۵۷ و ۱۸۵۹ به خاورمیانه کرد، به یکباره به موفقیتی چشمگیر دست یافت. به عنوان مالک بزرگترین مؤسسه عکاسی، شهرتی ماندگار کسب کرد و از لحاظ مادی توفیق بسیار یافت. در واقع سازمان انتشاراتی او موسوم به مؤسسه فرانسیس فریت و شرکا که در ۱۸۵۹ تأسیس شد، به چنان پیشرفتی در کار خود نائل آمد که در زمینه عکاسی به بزرگترین ناشر جهان تبدیل شد. او را عکاس مکان‌نگار (توپوگرافیست) و اولین عکاس سفر نیز نامیده‌اند.

## آثار
- کتاب مصر (شامل عکس‌های سفر خاورمیانه وی)
- کتاب صحرای سینا (شامل عکس‌های سفر خاورمیانه وی)
- کتاب بیت‌المقدس (شامل عکس‌های سفر خاورمیانه وی)

## نگارخانه

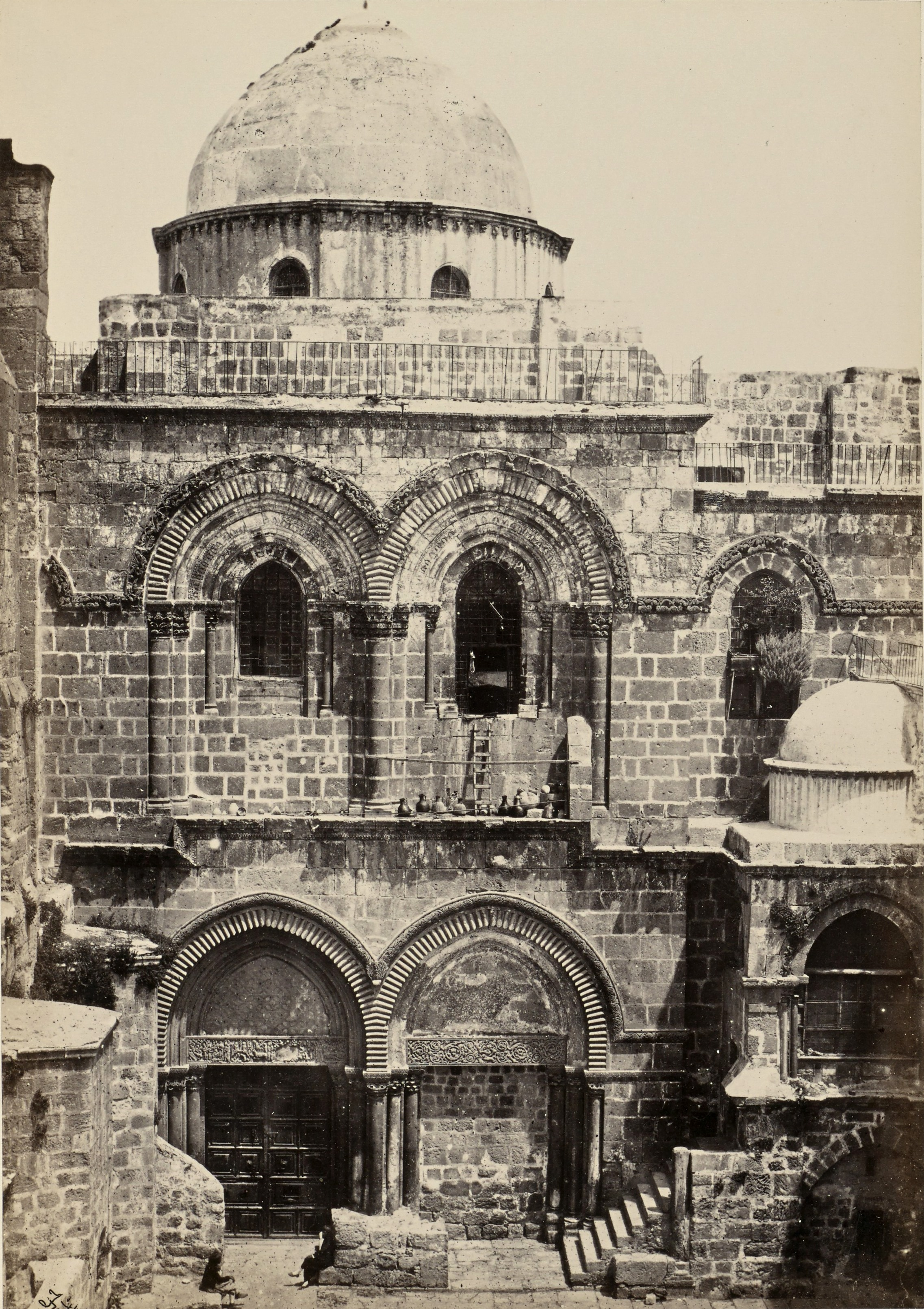
ورودی، کلیسای مقبره مقدس، اورشلیم. عکس نقره‌ای ژلاتین. موزه بروکلین
چاپ سفیده تخم‌مرغ کانال سوئز در اسماعیلیه، ج. ۱۸۶۰
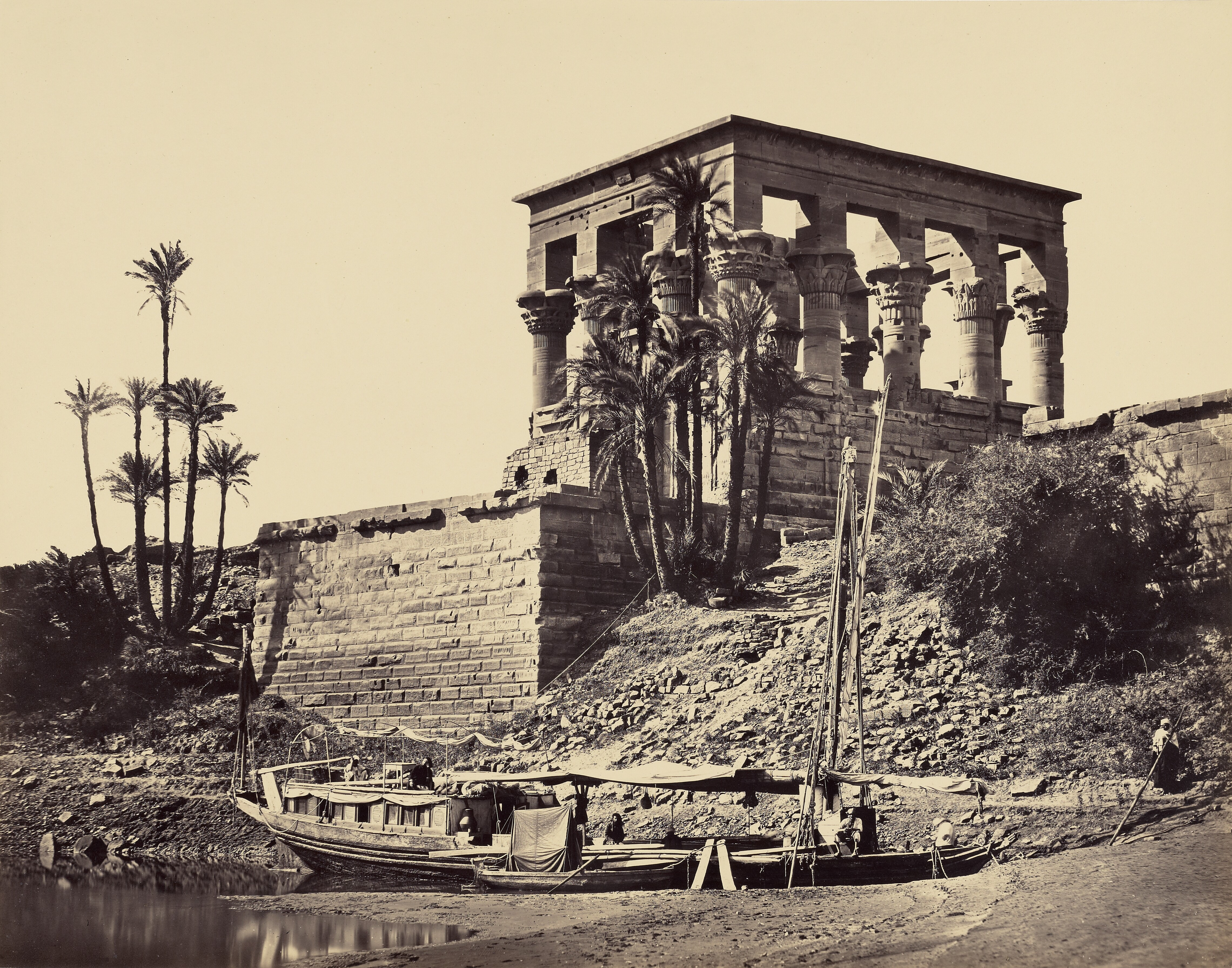
معبد هایپاترال، فیلا، نوشته فرانسیس فریت ،۱۸۵۷ ؛ از مجموعه گالری‌های ملی اسکاتلند
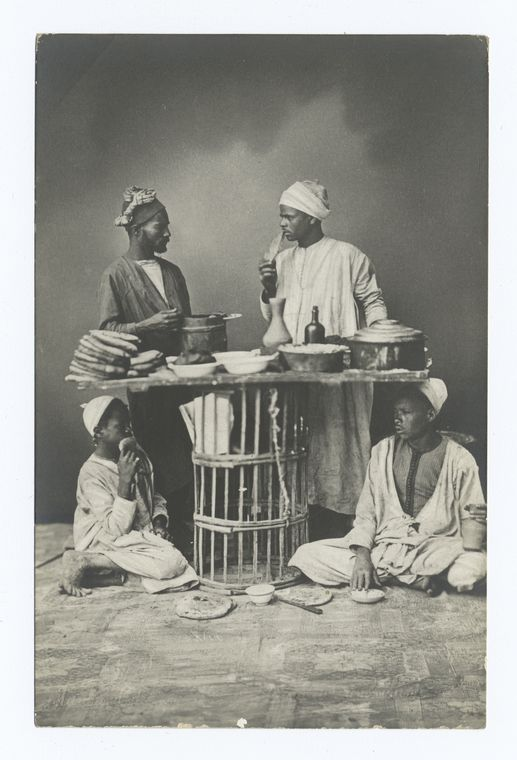
چهار مرد مصری بر سر سفره غذا
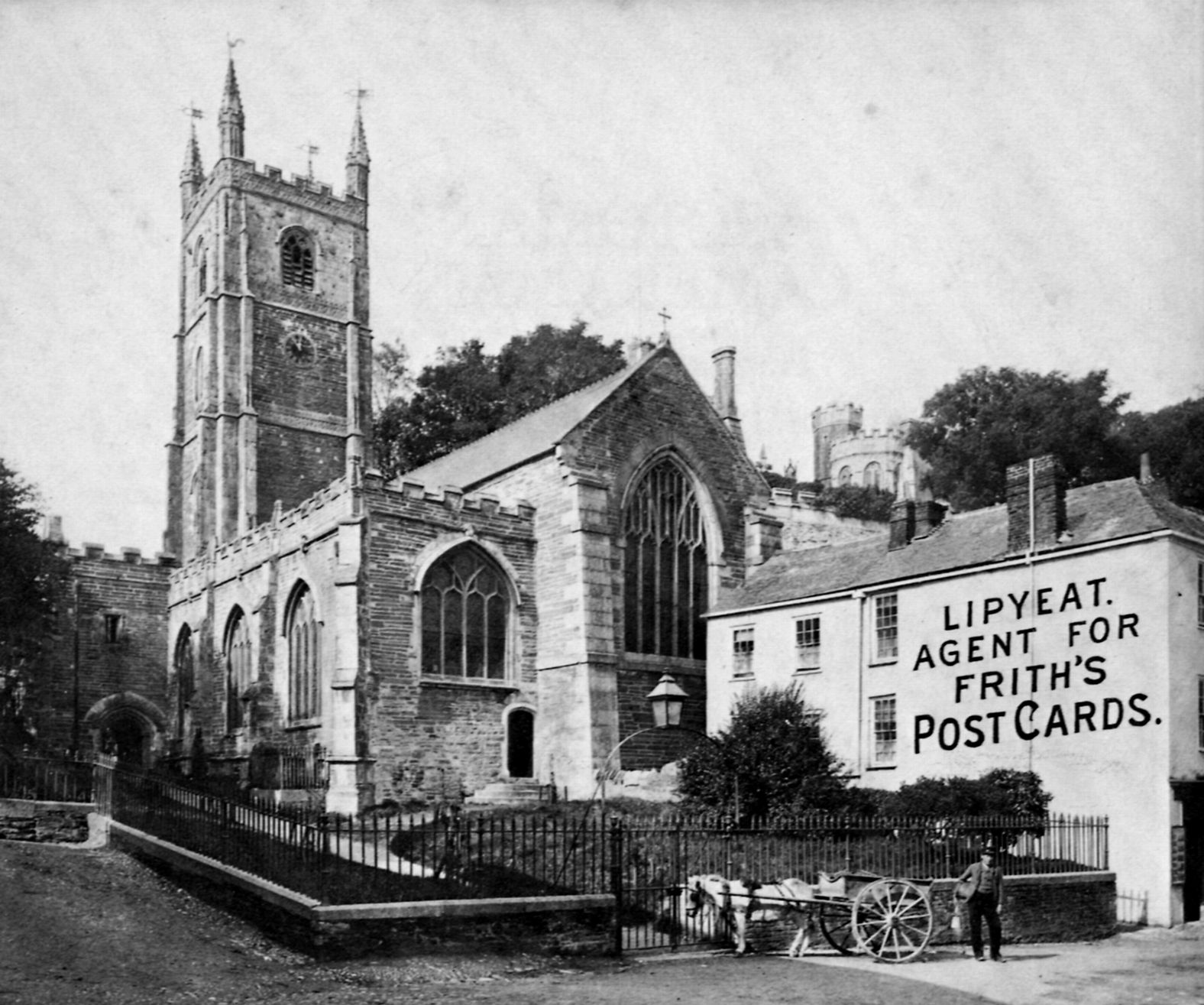
آگهی کارت پستال کلیسایی در فووی و فریت روی دیوار مجاور اثر فرانسیس فریت
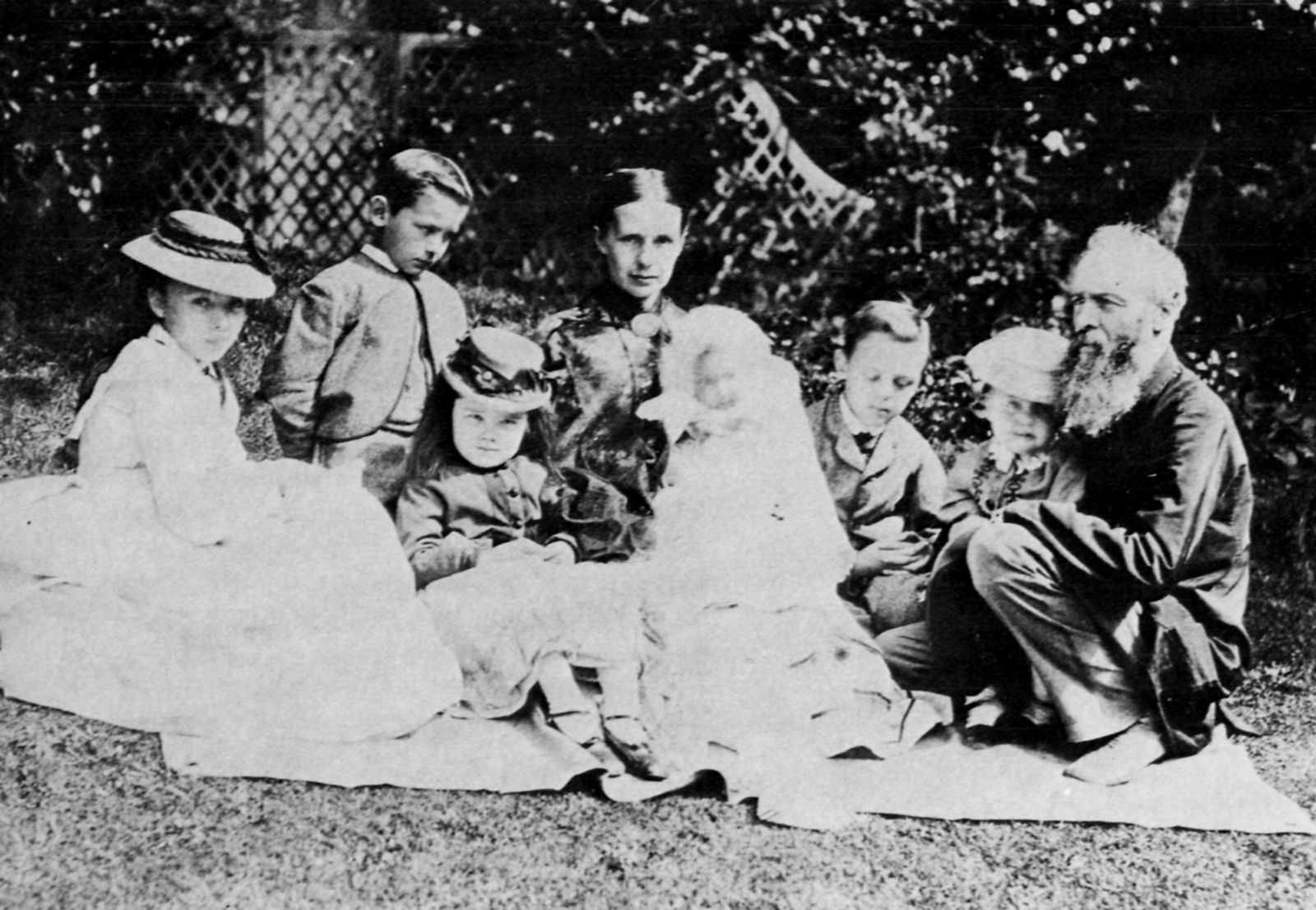
فرانسیس فریت با خانواده (پس از ۱۸۵۰)
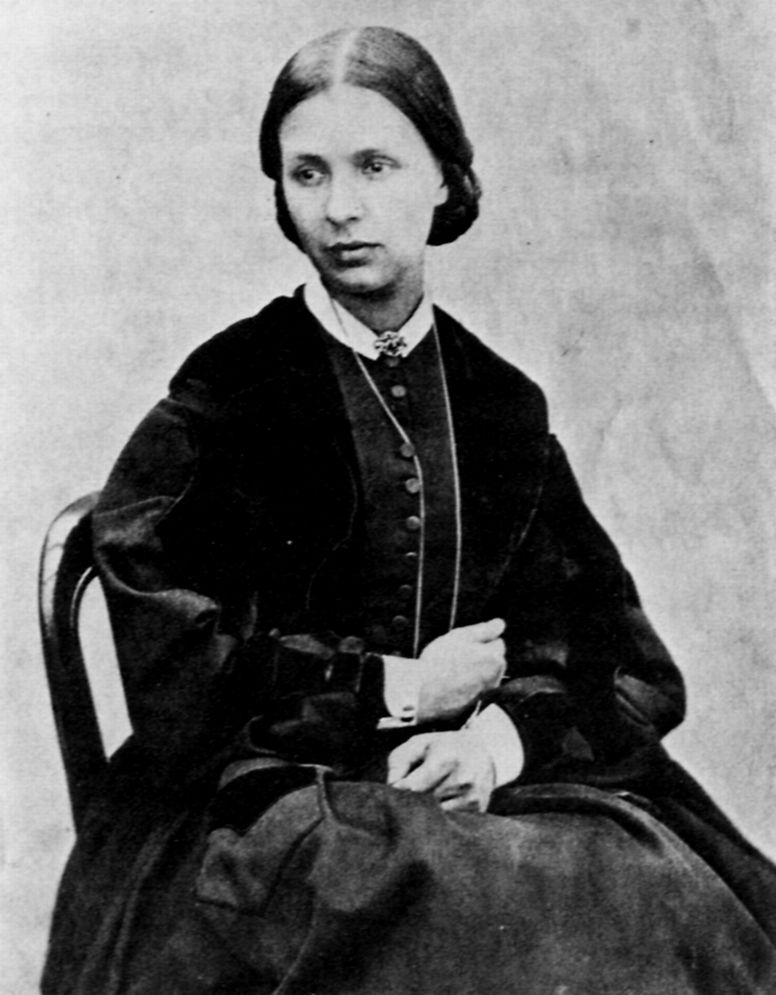
مری آن فریت
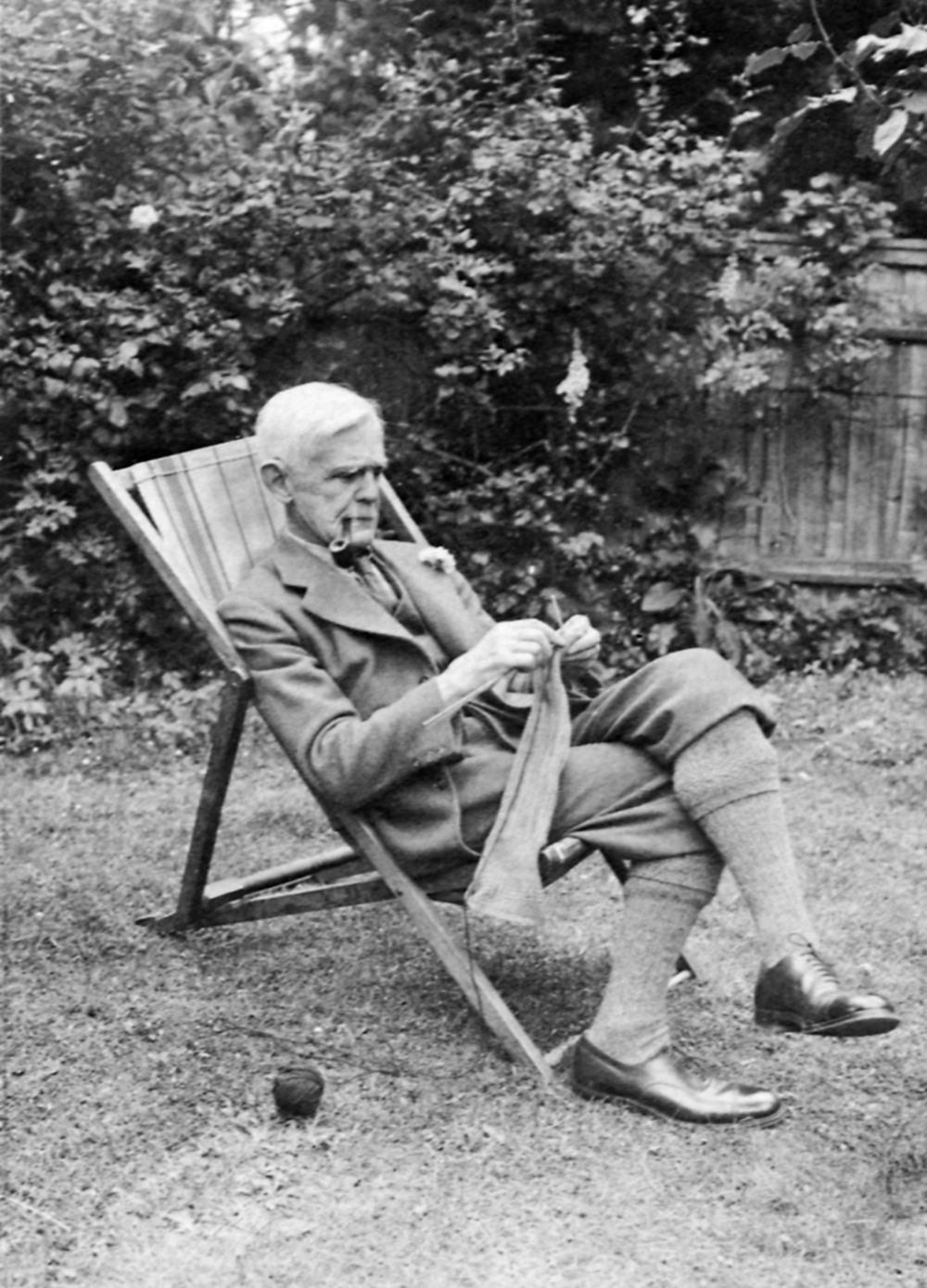
پرتره فرانسیس فریت در دوران پیری